# Alakaga
Alakaga (kinesiska: 阿拉哈格, 阿拉哈格镇) är en köping i Kina. Den ligger i den autonoma regionen Xinjiang, i den nordvästra delen av landet, omkring 470 kilometer sydväst om regionhuvudstaden Ürümqi. Antalet invånare är 38 197. Befolkningen består av 18 447 kvinnor och 19 750 män. Barn under 15 år utgör 24,0 %, vuxna 15-64 år 68 %, och äldre över 65 år 6,0 %.
Runt Alakaga är det mycket glesbefolkat, med 7 invånare per kvadratkilometer. Närmaste större samhälle är Xinhe, 12,4 km väster om Alakaga. Trakten runt Alakaga består till största delen av jordbruksmark.
Genomsnittlig årsnederbörd är 107 millimeter. Den regnigaste månaden är juni, med i genomsnitt 31 mm nederbörd, och den torraste är april, med 2 mm nederbörd.